# 니시다 유헤이
니시다 유헤이(일본어: 西田 結平, 2001년 4월 2일~)는 일본의 축구 선수이다.

## 구단 경력
그는 2024년 J3리그의 가이나레 돗토리에 입단했다.